# Рождественский, Роберт Иванович
Ро́берт Ива́нович Рожде́ственский (имя при рождении — Ро́берт Станисла́вович Петке́вич; 20 июня 1932[…], Косиха, Западно-Сибирский край — 19 августа 1994, Москва) — русский советский и российский поэт, переводчик, автор песен. Лауреат Государственной премии СССР (1979) и премии Ленинского комсомола (1972), кавалер ордена Ленина (1984). Член КПСС с 1977 года. С 1976 года — Член Союза писателей СССР. Один из ярких представителей эпохи «шестидесятников».

## Биография

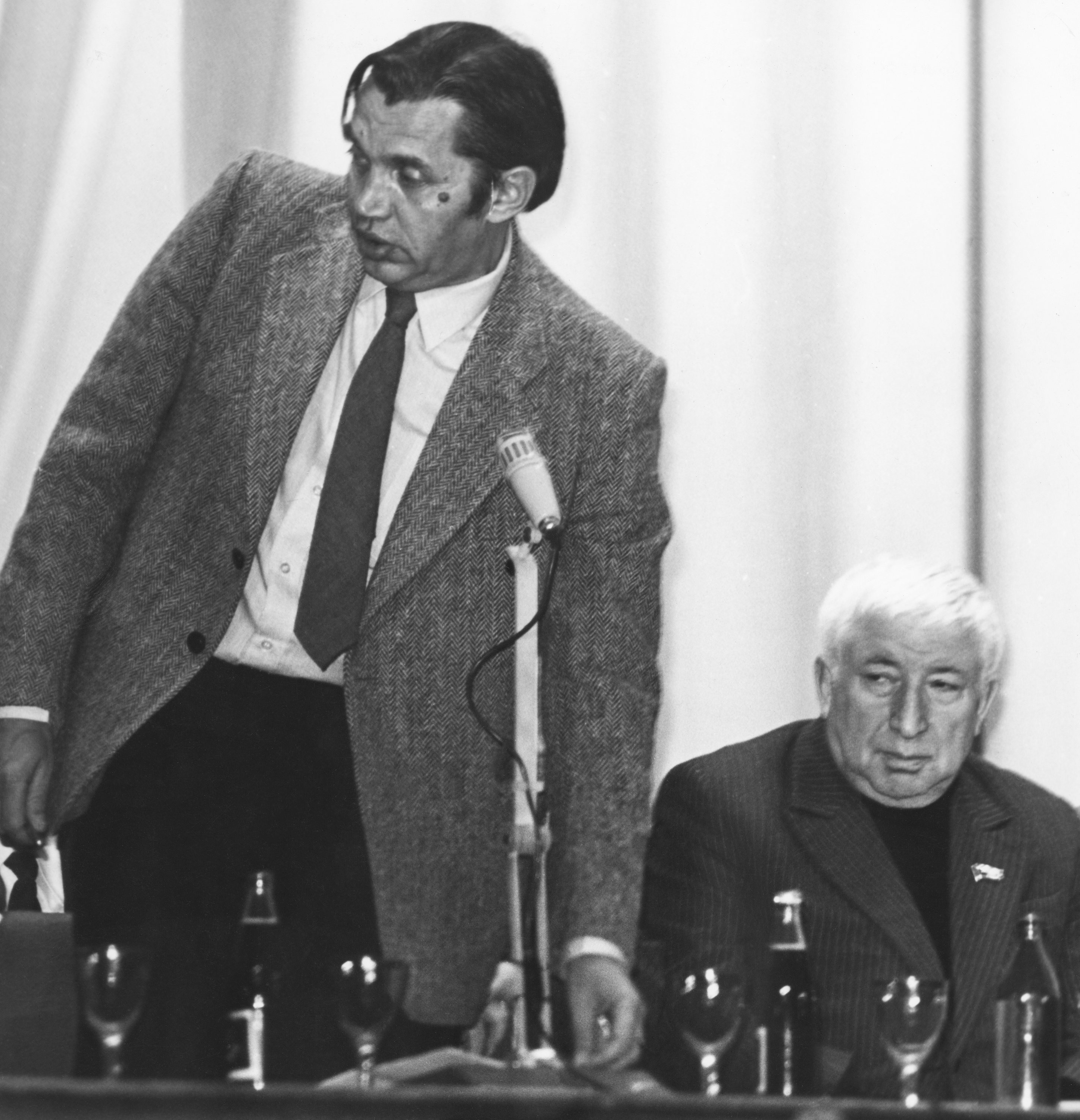
С Расулом Гамзатовым, 1989 год

Родился 20 июня 1932 года в селе Косиха, Западно-Сибирский край, ныне — Алтайский край.
Имя получил в честь Роберта Эйхе. Отец — Станислав Никодимович Петкевич (1906—1945), по национальности поляк, из семьи крестьян деревни Щербишки Лынтупской волости Свенцянского уезда Виленской губернии, которые занимались подённой работой на заводах и фабриках в Шлиссельбургском уезде. Родился в посёлке Шлиссельбургского порохового завода. В 1918 году выехал в Сибирь в село Лушниково Тальменского района. С 1929 по 1938 год работал в ОГПУ — НКВД — в Косихинском, Борисовском, Шербакульском и Омском районах. Развёлся с матерью Роберта, когда тому было пять лет. В 1941 году призван в ряды Красной Армии, принимал участие в боях на Ленинградском фронте. В звании лейтенанта командовал взводом 257-го отдельного сапёрного батальона 123-й стрелковой дивизии. Погиб в бою в Латвии 22 февраля 1945 года, похоронен «на 250 м южнее деревни Машень Темеровского района Латвийской ССР», перезахоронен в братской могиле в посёлке Слампе Тукумского района.
Мать Вера Павловна Фёдорова (1913—2001) до Великой Отечественной войны была директором сельской начальной школы, одновременно училась в медицинском институте.
В 1932—1934 годах Роберт Петкевич проживал в селе Новоцарицыно Шербакульского района Омской области. Здесь на старом кладбище похоронен дед поэта П. Д. Фёдоров.
С 1934 года Роберт жил с родителями и бабушкой в Омске. С началом Великой Отечественной войны мать была призвана на фронт. С уходом матери на войну Роберт остаётся с бабушкой Надеждой Алексеевной Фёдоровой. Первая публикация Роберта — это стихотворение «С винтовкой мой папа уходит в поход…» («Омская правда», 8 июля 1941 года). В 1943 году учился в военно-музыкальной школе. Бабушка умерла в апреле 1943 года, и Вера Павловна приезжала ненадолго в отпуск, чтобы прописать в свою квартиру сестру. Роберт жил с тётей и двоюродной сестрой до 1944 года. Потом мать решает забрать сына к себе, оформив его как сына полка. Тем не менее по дороге, в Москве, изменяет своё решение, и Роберт попадает в Даниловский детский приёмник.
В 1945 году Вера Павловна вышла замуж за однополчанина, офицера Ивана Ивановича Рождественского (1899—1976). Роберт получил фамилию и отчество отчима. Родители забрали его в Кёнигсберг, где оба служили. После Победы Рождественские переехали в Ленинград, а в 1948 году в Петрозаводск. Вера Павловна работала врачом в республиканской больнице в Петрозаводске. Отчим — Иван Иванович — сначала служил в одной из воинских частей, а потом руководил ДОСААФ Карелии. После окончания школы в Ленинграде, Роберт в 1950 году приехал в Петрозаводск.
В 1950—1951 годах в петрозаводском журнале «На рубеже» (ныне — «Север») появляются первые публикации стихов Роберта Рождественского, что позволило ему стать членом Карельского республиканского отделения Союза писателей. В 1950 году Рождественский пробовал поступить в Литературный институт им. М. Горького, но неудачно.
Год (1950—1951) он учился на историко-филологическом отделении Петрозаводского государственного университета. Во время учёбы Рождественский был членом сборных команд Петрозаводского университета и республики Карелия по волейболу.
В 1951 году со второй попытки поэту удалось поступить в Литинститут (окончил в 1956), и он переезжает в Москву. Тогда же знакомится с Евгением Евтушенко, позже — с Булатом Окуджавой и Андреем Вознесенским.
В 1955 году в Карелии издаётся книга молодого поэта «Флаги весны». Год спустя здесь же выходит поэма «Моя любовь» и «Испытание». В 1955 году Роберт во время практики на Алтае познакомился со студентом консерватории Александром Флярковским, с которым была создана первая песня поэта Рождественского — «Твоё окно». Рождественский — автор текстов множества всенародно любимых песен для кино- и телефильмов: «Огромное небо», «Стань таким, как я хочу», «Песня неуловимых мстителей», «Погоня», «Где-то далеко», «Ноктюрн», «Мгновения», «Позвони мне, позвони», «Сладка ягода».
В 1951 году познакомился с однокурсницей Аллой Киреевой — будущим литературным критиком и художницей.
7 марта 1963 года участвовал во встрече Н. С. Хрущёва с интеллигенцией, где подвергся разносу за стихотворение «Да, мальчики». «Хрущёв в бешенстве закричал: „Товарищ Рождественский, пора вам встать под знамёна ваших отцов!“ Последовало наказание, о Рождественском многие старались забыть. Его не издавали, не приглашали на встречи. Затем секретарю ЦК КПСС И. В. Капитонову по неизвестной причине не понравилось стихотворение „Утро“, в результате Роберт вынужден был вообще уехать из Москвы в Киргизию. Подрабатывал там, переводя стихи местных поэтов на русский язык…».
В 1966 году Роберт Рождественский первым получил премию «Золотой венец» Стружских вечеров поэзии — международного поэтического фестиваля в городе Струга (Македония).
В 1970 году удостоен премии Московского комсомола. В 1972 получает премию Ленинского комсомола. Член КПСС с 1977 года. В 1979 году за поэму «210 шагов» ему была присуждена Государственная премия СССР.
В 1970-е Рождественский был ведущим телепередачи Центрального телевидения «Документальный экран», представляющей документальные сюжеты.
С 1976 года секретарь Союза писателей СССР.
В 1980 году на церемонии открытия Олимпийских игр в Москве прозвучал Олимпийский гимн на русском языке, перевод его выполнил Роберт Рождественский.
С 1986 года — председатель Комиссии по литературному наследию Осипа Мандельштама, принимал непосредственное участие в деле о реабилитации О. Э. Мандельштама. Председатель Комиссии по литературному наследию Марины Цветаевой, добился открытия Дома-музея Цветаевой в Москве. Председатель Комиссии по литературному наследию Владимира Высоцкого, составитель первой изданной в СССР книги стихов Высоцкого «Нерв» (1981 г.).
Во время перестройки объявил о выходе из КПСС. В 1993 году подписал «Письмо сорока двух».
Роберт Рождественский трижды был в жюри Каннского кинофестиваля. Впервые он оказался на Каннском фестивале в 1968 году, в 1979 году он уговаривал Франсуазу Саган дать приз «Сибириаде» Кончаловского, а в 1973 году поддерживал «Большую жратву» Феррери.
В начале 1990 года Рождественский тяжело заболел, врачи поставили диагноз опухоли головного мозга. На постигший недуг поэт откликнулся саркастическими стихами: «В мозгу у меня находится опухоль размером с куриное яйцо, — (интересно, кто ж это вывел курицу, несущую такие яйца?!..)». В результате успешной операции, сделанной во Франции, Рождественский прожил ещё более четырёх лет и продолжал творить.
Роберт Рождественский скончался 19 августа 1994 года в Москве, на 63-м году жизни, непосредственной причиной смерти стал инфаркт.

Могила Р. Рождественского на Переделкинском кладбище

Похоронен на Переделкинском кладбище. В 1994 году в Москве вышел сборник «Последние стихи Роберта Рождественского».

## Память
20 июня 1997 года в честь Роберта Рождественского астероиду, открытому 8 ноября 1975 года Н. С. Черных в Крымской астрофизической обсерватории, присвоено наименование «5360 Rozhdestvenskij».
О Роберте Рождественском в 2007 году был снят документальный фильм «Жил я впервые на этой Земле».

### Сохранение памяти в Петрозаводске

#### Топонимы
- Улица Роберта Рождественского
- Сквер Роберта Рождественского
- Поэтический сквер

#### Памятники
- Мемориальная доска в честь Роберта Рождественского на доме, где жил поэт (проспект Ленина, 7)
- Мемориальная доска в честь Роберта Рождественского на здании университета, где учился поэт (проспект Ленина, 33)
- Памятный знак в честь Роберта Рождественского (сквер Роберта Рождественского)
- Памятник Роберту Рождественскому (Поэтический сквер)

#### Выставочное пространство
- Выставочное пространство в кафе, расположенном в доме, где жил Роберт Рождественский (проспект Ленина, 7)

## Семья
- Отец — Станислав (Ксаверий) Никодимович Петкевич (1906—1945), военный .
- Отчим — Иван Иванович Рождественский (1899—1976), военнослужащий.
- Мать — Вера Павловна Фёдорова (1913—2001), военный врач.
- Жена — Алла Борисовна Киреева (1933—2015), литератор, художник[15], дочь литературного критика Бориса Матвеевича Киреева (1901—1951), директора Клуба писателей ЦДЛ, и актрисы Лидии (Леи) Яковлевны Лихтентул (1903—1992), артистки балетной труппы Московского театра оперетты.
- Дочери:
  - Екатерина Робертовна Рождественская (род. 17 июля 1957), переводчица художественной литературы с английского и французского языков, журналистка, фотограф. Как студийный фотохудожник стала известна благодаря серии работ под названием «Частная коллекция» в глянцевом журнале «Караван историй», а также ряду других работ. Замужем, имеет трёх сыновей.
  - Ксения Робертовна Рождественская (род. 1970), журналистка.
  - Внуки:
    - Алексей Бирюков (род. 26 января 1986)[16]. — музыкант, лидер развалившейся рок-группы «F.P.S.», также увлекается киберспортом[17][18][19], является киберспортивным скаутом, окончил экономический факультет, один из самых известных киберспортивных инсайдеров.[20][21]
    - Дмитрий (род. 1989), профессионально занимается картингом, неоднократно становился победителем разных соревнований[17].
    - Данила (род. 2001)[17][22].
    - Мария (род. 2019)

## Творчество
Роберт Рождественский вошёл в литературу вместе с группой талантливых сверстников, среди которых выделялись Евгений Евтушенко, Белла Ахмадулина, Андрей Вознесенский. Молодая поэзия 1950-х начинала с броских манифестов, стремясь как можно скорее утвердиться в сознании читателей. Ей помогла эстрада: сам стих молодых лет не мог существовать без звучания. Но прежде всего, подкупали гражданский и нравственный пафос этой внутренне разнообразной лирики, поэтический взгляд, который утверждает личность творящего человека в центре вселенной.
Характерное свойство поэзии Рождественского — постоянно пульсирующая современность, живая актуальность вопросов, которые он ставит перед самим собой и перед нами. Эти вопросы касаются столь многих людей, что мгновенно находят отклик в самых различных кругах. Если выстроить стихи и поэмы Рождественского в хронологическом порядке, то можно убедиться, что лирическая исповедь поэта отражает некоторые существенные черты, свойственные нашей общественной жизни, её движение, возмужание, духовные обретения и потери.
Постепенно внешнее преодоление трудностей, весь географический антураж молодёжной литературы того времени сменяются другим настроением — поисками внутренней цельности, твёрдой нравственной и гражданской опоры. В стихи Рождественского врывается публицистика, а вместе с ней и не утихающая память о военном детстве: вот где история и личность впервые драматически соединились, определив во многом дальнейшую судьбу и характер лирического героя.
В стихах поэта о детстве — биография целого поколения, его судьба, решительно определившаяся к середине 1950-х годов, времени серьёзных общественных сдвигов в советской жизни.
Большое место в творчестве Роберта Рождественского занимает любовная лирика. Его герой и здесь целен, как и в других проявлениях своего характера.
Это вовсе не означает, что, вступая в зону чувства, он не испытывает драматических противоречий, конфликтов. Напротив, все стихи Рождественского о любви наполнены тревожным сердечным движением. Путь к любимой для поэта — всегда непростой путь; это, по существу, поиск смысла жизни, единственного и неповторимого счастья, путь к себе.
Печататься начал в 1950 году. В многочисленных сборниках проявил себя как один из представителей (наряду с Е. А. Евтушенко, А. А. Вознесенским, Б. А. Ахмадулиной и другими) «молодой поэзии» 1950—1960-х годов, творчество которого отличали не только искренность и свежесть поэтического языка, но и ярко выраженная гражданственность, высокая патетика, масштабность и контрастность изображения в сочетании с известной рационалистичностью. Обращаясь к актуальным поэтическим темам (борьба за мир, преодоление социальной несправедливости и национальной вражды, уроки Второй мировой войны), проблемам освоения космоса, красоты человеческих отношений, морально-этических обязательств, трудностей и радостей повседневной жизни, зарубежным впечатлениям, Рождественский со своим энергичным, пафосным, «боевым» письмом выступил продолжателем традиций В. В. Маяковского.
С годами отходя от свойственной ему декларативности и разнообразив ритмическую структуру стиха, Рождественский в органичном сплаве публицистической экспрессивности и лиризма создал много текстов популярных песен («Мир», «Стань таким, как я хочу», «Погоня» из кинофильма «Новые приключения неуловимых», 1968, режиссёр Э. Г. Кеосаян, «Неоткрытые острова», «Огромное небо», «Сладка ягода», «Желаю вам» и др., в том числе песни к спектаклям и опереттам «Голый король», муз. Т. Н. Хренникова, «Тётушка Чарли», муз. О. Б. Фельцмана, «Путешествие Нильса с дикими гусями», муз. В. Я. Шаинского). На слова поэмы «Реквием» написал музыку Д. Б. Кабалевский. Оставил книгу литературно-критических записок «Разговор пойдёт о песне».
Переводил зарубежных и советских поэтов.
Роберт Иванович Рождественский сотрудничал со многими композиторами. Его соавторами были: Арно Бабаджанян, Игорь Шамо, Александр Флярковский, Марк Фрадкин, Давид Тухманов, Оскар Фельцман, Микаэл Таривердиев, Александра Пахмутова, Евгений Птичкин, Ян Френкель, Максим Дунаевский, Владимир Шаинский, Раймонд Паулс, Евгений Мартынов, Яков Хаскин, Борис Мокроусов, Георгий Мовсесян, Игорь Лученок, Матвей Блантер, Эдуард Ханок, Борис Александров, Евгений Дога, Юрий Саульский, Алексей Экимян, Тихон Хренников, Олег Иванов, Вадим Гамалия, Александр Морозов, Станислав Пожлаков, Евгений Крылатов, Зиновий Бинкин, Александр Зацепин, Дмитрий Кабалевский, Муслим Магомаев, Никита Богословский, Роберт Амирханян, Богдан Троцюк, Александр Журбин, Евгений Жарковский, Мурад Кажлаев, Геннадий Подэльский, Марк Минков, Александр Броневицкий, Виктория Чернышёва, Юрий Гуляев, Борис Емельянов и многие другие.

## Отзывы
- Лев Аннинский назвал мир творчества Р. Рождественского «звенящим, светлым, кристально-ясным»[24].

### Популярные песни на стихи Роберта Рождественского
- «А ты полюбишь» (А. Колца) — исп. Валентина Толкунова
- «Баллада о бессмертии» (О. Фельцман) — исп. Иосиф Кобзон
- «Баллада о знамени» (О. Фельцман) — исп. Иосиф Кобзон
- «Баллада о красках» (О. Фельцман) — исп. Иосиф Кобзон
- «БАМ» (О. Фельцман) — исп. Владислав Коннов
- «Белая ночь» (В. Лебедев) — исп. Геннадий Бойко
- «Благодарю тебя» (А. Бабаджанян) — исп. Муслим Магомаев
- «Будь, пожалуйста, послабее» — исп. Алексей Воробьев
- «Была судьба» (Е. Птичкин) — исп. Юрий Богатиков
- «В сиреневых сумерках» (М. Фрадкин) — исп. Олег Ухналёв
- «Вальс прощания» (А. Бабаджанян) — исп. Андрей Миронов
- «Вера в людей» (О. Фельцман) — исп. Валентин Никулин
- «Ветры» (О. Фельцман) — исп. Валерий Топорков
- «Верит людям земля» (Е. Птичкин) — исп. Галина Невара
- «Во все века» (О. Фельцман) — исп. Муслим Магомаев
- «Воскресная прогулка» (Я. Френкель) — исп. Андрей Миронов
- «Воспоминание» (А. Бабаджанян) — исп. Эдита Пьеха, Муслим Магомаев, Геннадий Каменный
- «Воспоминание о полковом оркестре» (Ю. Гуляев) — исп. Юрий Гуляев
- «Встретились два человека» (О. Фельцман) — исп. Лев Лещенко, Иосиф Кобзон
- «Встреча» (А. Бабаджанян) — исп. Араик Бабаджанян
- «Встреча друзей» (Е. Мартынов) — исп. Евгений Мартынов
- «Вся жизнь впереди» (А. Экимян) — исп. ВИА «Самоцветы»
- «Где он этот день» (Б. Троцюк) — исп. Олег Даль, Юлий Слободкин
- «Где-то» (А. Флярковский) — исп. Виктор Беседин
- «Глухо спит война» (Я. Френкель) — исп. Владимир Трошин
- «Говорила я ветру» (Ю. Зацарный) — исп. Майя Кристалинская
- «Город детства» (Т. Гилкисон) — исп. Эдита Пьеха.
- «Города, города» (М. Таривердиев) — исп. Иосиф Кобзон
- «Громыхает Гражданская война…», или «Бьют свинцовые ливни» (Б. Мокроусов) — исп. Владимир Трошин
- «Грустная песня» (Р. Паулс) — исп. София Ротару
- «Давай поговорим» (Г. Мовсесян) — исп. Лев Лещенко
- «Даль великая» (Е. Птичкин) — исп. Иосиф Кобзон
- «Два слова» (А. Флярковский) — исп. Мария Лукач
- «День рождения любви» (А. Чёрный) — исп. Валерий Чемоданов
- «До свидания» (А. Флярковский) — исп. Георг Отс
- «Добро пожаловать в Москву, Олимпиада!» (Г. Мовсесян) — исп. Лев Лещенко
- «Доброта» (Т. Непомнящая) — исп. Мария Пахоменко
- «Добрые сказки детства» (Е. Мартынов) — исп. Евгений Мартынов и Анне Вески
- «Дождь» (А. Флярковский) — исп. Людмила Исаева
- «Долги» (Г. Мовсесян) — исп. Владимир Попков, Юрий Богатиков
- «Друг» (О. Фельцман) — исп. Валентин Никулин
- «Если б камни могли говорить» (И. Лученок) — исп. Эдуард Хиль, Валерий Кучинский
- «Если в мире есть любовь» (М. Магомаев) — исп. Муслим Магомаев
- «Если мы войну забудем» (В. Шаинский) — исп. Иосиф Кобзон
- «Если разозлишься на меня» (А. Морозов) — исп. Муслим Магомаев
- «Если ты любить устал» (С. Туликов) — исп. Мария Лукач, Майя Кристалинская
- «Есть на земле любовь» (А. Бабаджанян) — исп. Раиса Мкртычян
- «Есть на земле Москва» (Е. Мартынов) — исп. Лев Лещенко
- «Желаю вам» (Ю. Гуляев) — исп. Юрий Гуляев, Виктор Вуячич
- «Жизнь моя — моя Отчизна» (М. Магомаев) — исп. Муслим Магомаев
- «За того парня» (М. Фрадкин) — исп. ВИА «Самоцветы», Лев Лещенко, Иосиф Кобзон, Юлий Слободкин
- «Завтра» (О. Фельцман) — исп. Иосиф Кобзон
- «Завтрашний день» (М. Фрадкин) — исп. Эдуард Хиль
- «Загадай желание» (А. Бабаджанян) — исп. Муслим Магомаев
- «За фабричной заставой» (М. Фрадкин — Р. Рождественский и Е. Долматовский) — исп. ВИА «Пламя»
- «Зачем снятся сны» (С. Пожлаков) — исп. Эдита Пьеха
- «Звучи, любовь!» (Е. Мартынов) — исп. Евгений Мартынов
- «Здравствуй, мама» (Д. Тухманов) — исп. Геннадий Белов, Людмила Сенчина
- «Земле моей» (Е. Крылатов) — исп. Сергей Захаров, Муслим Магомаев
- «Земля моя» (О. Иванов) — исп. ВИА «Оризонт»
- «Земля — наш дом» (В. Добрынин) — исп. ВИА «Здравствуй, песня» (солист — Сергей Мазаев)
- «Зимняя любовь» (А. Бабаджанян) — исп. Муслим Магомаев
- «Зову Икара» (Ю. Саульский) — исп. София Ротару, Ирина Понаровская, Тамара Гвердцители, Виктор Шпортько
- «И пока на земле существует любовь» (И. Лученок) — исп. Ярослав Евдокимов
- «Игра» (В. Шаинский) — исп. Серёжа Комиссаров и Рома Рязанцев (Большой Детский хор Гостелерадио п/у Виктора Попова)
- «Идут по БАМу поезда» (В. Шаинский) — исп. Иосиф Кобзон
- «Имя твоё» (А. Журбин) — исп. Евгений Головин
- «История любви» (Ф. Лей) — исп. Муслим Магомаев, Ренат Ибрагимов
- «К Вам я обращаюсь» (А. Флярковский) — исп. Георг Отс
- «Как рождаются звёзды» (М. Фрадкин) — исп. Тамара Синявская
- «Капель» (А. Бабаджанян) — исп. Жан Татлян, Александр Серов
- «Когда же я с тобой встречусь» (О. Фельцман) — исп. Людмила Черепанова
- «Когда уезжал» (О. Иванов) — исп. Дмитрий Ромашков
- «Колокола рассвета» (М. Магомаев) — исп. Муслим Магомаев
- «Кораблик» (А. Флярковский) — исп. Татьяна Доронина
- «Куплеты шансонетки» (Я. Френкель) — исп. Людмила Гурченко
- «Лучшая дорога нашей жизни» (И. Ефремов) — из одноимённого кинофильма
- «Лебеди» (Э. Ханок) — исп. Тамара Гвердцители, Людмила Гурченко
- «Любит-не любит» (А. Флярковский) — исп. Людмила Дворянинова
- «Любить друг друга» (О. Иванов)
- «Любовь настала» (Р. Паулс) — исп. Валерия, Ольга Пирагс, Роза Рымбаева, Людмила Сенчина
- «Любовь не гаснет первая» (М. Фрадкин) — исп. Иосиф Кобзон
- «Любовь» (О. Фельцман — Р. Гамзатов, пер. Р. Рождественский) — исп. Сергей Захаров
- «Любовь, счастливой будь» (Н. Богословский) — исп. Валентина Толкунова
- «Люди как реки» (О. Фельцман) — исп. Майя Кристалинская
- «Марш — воспоминание» (Е. Мартынов) — исп. Евгений Мартынов
- «Мгновения» (из к/ф «Семнадцать мгновений весны») (М. Таривердиев) — исп. Иосиф Кобзон
- «Мои года» (Г. Мовсесян) — исп. Вахтанг Кикабидзе
- «Монолог шофёра» (Г. Мовсесян) — исп. Георгий Мовсесян
- «Мы для песни рождены» (М. Магомаев) — исп. ВИА «Самоцветы», Муслим Магомаев
- «Мы совпали с тобой» (И. Николаев) — исп. Игорь Николаев
- «Над синей водой» (А. Бабаджанян) — исп. Араик Бабаджанян и Роза Рымбаева
- «Назло» (А. Флярковский) — исп. Тамара Миансарова, ВК «Аккорд»
- «Начало» (Г. Мовсесян) — исп. Лев Лещенко
- «Наша служба» (Д. Тухманов) — исп. Лев Лещенко
- «Не успеваю» (Ю. Саульский) — исп. Яак Йоала
- «НЛО» (Д. Тухманов) — исп. гр. «Москва»
- «Ноктюрн» (А. Бабаджанян) — исп. Иосиф Кобзон, Муслим Магомаев
- «Обещание» (М. Фрадкин) — исп. Алла Абдалова и Лев Лещенко
- «Облака» (А. Броневицкий) — исп. Эдита Пьеха
- «Облако-письмо» (А. Зацепин) — исп. София Ротару
- «Огромное небо» (О. Фельцман) — исп. Эдита Пьеха или Марк Бернес
- «Озарение» (А. Бабаджанян) — исп. Роза Рымбаева
- «Олимпиада-80» (Д. Тухманов) — исп. Тынис Мяги
- «Он и она» (Я. Френкель) — исп. Лариса Голубкина и Андрей Миронов
- «Отцовская песня» (Г. Мовсесян) — исп. Вахтанг Кикабидзе
- «Памяти гитариста» (Д. Тухманов) — исп. Александр Евдокимов, Валерий Леонтьев
- «Память» (В. Иофе) — исп. Вахтанг Кикабидзе
- «Перед рассветом» (Л. Рощин) — исп. Анатолий Королёв
- «Песня Веры» (Я. Френкель) — исп. Майя Кристалинская
- «Песня матери» (О. Фельцман) — исп. Людмила Зыкина
- «Песня о далёкой Родине» (М. Таривердиев) — исп. Иосиф Кобзон
- «Песня о дружбе» (Е. Птичкин) — исп. в фильме Виталий Соломин, на концерте исп. Аким Салбиев
- «Песня о риске» (А. Флярковский) — исп. В. Мака
- «Песня о счастье» (А. Журбин) — исп. Яак Йоала и Людмила Сенчина. Песня исполнялась данными артистами также в сольном варианте отдельно друг от друга.
- «Песня прощения» (А. Попп) — исп. Муслим Магомаев
- «Песня, в которой ты» (Е. Мартынов) — исп. Евгений Мартынов, Юлиан
- «Письмо» (А. Бабаджанян) — исп. Муслим Магомаев
- «Повезёт — не повезёт» (Г. Мовсесян)
- «Погоня» (Я. Френкель) — исп. Иосиф Кобзон, Большой Детский хор Гостелерадио п/у Виктора Попова
- «Позвони мне, позвони» (М. Дунаевский) — исп. Жанна Рождественская, Ирина Муравьёва
- «Позови меня» (А. Бабаджанян) — исп. Муслим Магомаев
- «Пой, гитара» (Т. Попа) — исп. Дан Спатару
- «Пока я помню, я живу» (А. Бабаджанян) — исп. Муслим Магомаев
- «Полынь» (А. Пахмутова) — исп. Людмила Сенчина
- «Пора домой» (В. Добрынин) — исп. Лев Лещенко
- «Придёт и к вам любовь» (М. Фрадкин) — исп. Эдита Пьеха
- «Приснившаяся песенка» (М. Магомаев) — исп. Муслим Магомаев
- «Притяжение земли» (Д. Тухманов) — исп. Лев Лещенко
- «Прости, прощай» (Игорь Крутой) — исп. Александр Серов
- «Просьба» (А. Пахмутова) — исп. Серёжа Парамонов (Большой Детский хор Гостелерадио п/у Виктора Попова)
- «Ревность» (Н. Богословский) — исп. Николай Гнатюк
- «Река детства» (В. Шаинский) — исп. Лев Лещенко, Валерий Леонтьев
- «Реквием» или «Помните» (Д. Тухманов) — исп. Сергей Захаров
- «Родимая земля» (Г. Мовсесян) — исп. Вахтанг Кикабидзе
- «Родина моя» (Д. Тухманов) — исп. София Ротару
- «Самотлор» (А. Бабаджанян) — исп. Лев Лещенко
- «Свадебный вальс» (Е. Мартынов) — исп. Евгений Мартынов
- «Свадьба» (А. Бабаджанян) — исп. Муслим Магомаев
- «Свет вечного огня» (Г. Мовсесян) — исп. Юрий Гуляев
- «Синева» (В. Гамалия) — исп. Эдуард Хиль
- «Сладка ягода» (Е. Птичкин) — исп. Ольга Воронец, Валентина Толкунова, Мария Пахоменко, Людмила Сенчина
- «Спрячь за высоким забором» (Б. Мокроусов) — исп. Василий Васильев
- «Стань таким» (А. Флярковский) — исп. Тамара Миансарова
- «Старые друзья» (Р. Паулс) — исп. Андрей Миронов
- «Старые слова» (О. Фельцман) — исп. Валентина Толкунова
- «Сыну» (М. Таривердиев) — исп. Иосиф Кобзон
- «Такая нам судьба дана» (А. Бабаджанян) — исп. Муслим Магомаев
- «Такой у нас характер» (Е. Птичкин) — исп. Людмила Гурченко
- «Там, за облаками» (М. Фрадкин) — исп. ВИА «Самоцветы»
- «Твоя свадьба» или «А свадьба твоя продолжается» (А. Морозов) — исп. Сергей Захаров
- «Товарищ Песня» (И. Шамо) — исп. Юрий Рожков, Вячеслав Турчанинов, Серёжа Парамонов (Большой Детский хор Гостелерадио под управлением Виктора Попова)
- «Только тебе» (О. Фельцман) — исп. София Ротару
- «Торжественная песня» (М. Магомаев) — исп. Муслим Магомаев
- «Ты полюбишь меня» (Р. Паулс) — исп. Андрей Миронов
- «Утренняя песня» (М. Фрадкин) — исп. ВИА «Добры молодцы»
- «Цена быстрых секунд» (А. Журбин) — исп. Александр Хочинский
- «Человеческий голос» (Е. Дога) — исп. Надежда Чепрага
- «Шаги» (А. Флярковский) − исп. Эдита Пьеха
- «Этот большой мир» (В. Чернышёв) — исп. Геннадий Белов
- «Эхо любви» (Е. Птичкин) — исп. Анна Герман и Лев Лещенко
- «Эхо первой любви» (Е. Мартынов) — исп. Евгений Мартынов
- «Я всегда возвращаюсь к тебе» (М. Фрадкин) — исп. Иосиф Кобзон
- «Я выхожу на сцену» (Я. Френкель) — исп. Андрей Миронов
- «Я жизнь не тороплю» (Б. Емельянов) — исп. Вахтанг Кикабидзе
- «Я люблю тебя» (Е. Крылатов) — исп. Валерий Леонтьев, Сергей Захаров
- «Я тебя не забуду» (О. Фельцман — Р. Гамзатов, пер. Р. Рождественский) — исп. Лев Лещенко
- «Я тебя не забуду» (Ю. Антонов — Р. Гамзатов, пер. Р. Рождественский) — исп. Юрий Антонов

### Стихотворения в кинофильмах
- «Оптимисты», «Винтики» — Застава Ильича, 1964 (авторское исполнение на «Вечере поэтов»)
- «Солнечный зайчик» — Ещё раз про любовь, 1968
- «Погоня» — Новые приключения неуловимых, 1968
- «Этот большой мир» — Москва-Кассиопея, Отроки во Вселенной, 1974
- «Летопись» — Судьба, 1977
- «Позвони мне, позвони» — Карнавал, 1981
- «Там, за облаками» — Про жену, мечту и ещё одну…, 2013
- «К Ольге…» — Склифосовский. Реанимация (сериал), 2017
- песни — Весна двадцать девятого, 1975

### Книги и сборники
- Флаги весны: Стихи. — Петрозаводск: Госиздат Карело-Фин. ССР, 1955. — 90 с.
- Моя любовь: Поэма. — Петрозаводск: Госиздат КФССР, 1956.
- Испытание: Стихи и поэмы. — М.: Советский писатель, 1956. — 130 с. — 10 000 экз.
- Дрейфующий проспект: Стихи. — М.: Советский писатель, 1959.
- Необитаемые острова: Стихи и поэмы. — Оформл. книги и портр. Р. Рождественского худож. Ю. Могилевский. — М.: Советский писатель, 1962. — 180 с. — 30 000 экз.
- Ровеснику: Стихи. — Худож. Ю. Могилевский. — М.: Молодая гвардия, 1962. — 184 с. — 45 000 экз.
- Избранная лирика. — Вступит. слово Г. Кузнецовой. — М.: Мол. гвардия, 1964. — 32 с. — 180 000 экз. — (Библиотечка избранной лирики).
- Радиус действия: Новые стихи и поэма [«Письмо в тридцатый век»]. — М.: Советский писатель, 1965. — 222 с.
- Реки идут к океану. — Алма-Ата: Жазушы, 1965.
- Сын Веры: Новая книга стихов. — М.: Молодая гвардия, 1966, 1968. — 90 000 экз.
- Всерьёз: Новые стихи и поэмы. — М.: Советский писатель, 1970. — 206 с.
- Посвящение. — М.: Молодая гвардия, 1970. — 174 с.
- Реквием. — М.: Художественная литература, 1970.
- Горячий Север. — Мурманск, 1971. — 128 с.
- Радар сердца. — М.: Художественная литература, 1971. — 216 с.
- И не кончается земля… — М.: Известия, 1971. — 224 с. — 50 000 экз.
- Возвращение. — Петрозаводск: Карелия, 1972.
- За двадцать лет. — М.: Художественная литература, 1973. — 462 с.; портр.
- Линия. — М.: Молодая гвардия, 1973. — 144 с.
- Перед праздником. — М.: Детская литература, 1974. — 224 с.
- Огромное небо. — Иркутск: Восточно-Сибирское книжное издательство, 1975. — 208 с
- Не просто спорт. — М.: Физкультура и спорт, 1976. — 136 с.
- Баллада о красках: Стихи. — М.: Правда, 1976. — 32 с. — 100 000 экз. — (Б-ка «Огонек», № 10).
- Всё начинается с любви. — М.: Молодая гвардия, 1977.
- Голос города. — М.: Московский рабочий, 1977. — 88 с. — (Новые стихи).
- Rayon d’action/Радиус действия. — М.: Прогресс, 1977. (Парал. франц. и рус. тексты).
- Разговор пойдёт о песне. — М.: Советская Россия, 1979. — 128 с.
- 210 шагов: Поэма / Худож. В. Носков. — Москва: Мол. гардия, 1979. — 80 с.
- Семидесятые. — М.: Современник, 1980. — (Б-ка поэзии «Россия»).
- Отлив: Стихи / [Пер. с рус. Гулназар]. — Душанбе: Ирфон, 1981. — 128 с.
- Стихотворения. Поэмы. — Кемерово, 1981. — 112 с.
- 210 шагов: Поэма. — М.: Известия, 1981. — 62 с.
- Выбор. — Петрозаводск: Карелия, 1982. — 176 с.
- Огромное небо: Стихи и поэмы. — Вильнюс: Вага, 1982. — 174 с. — (Созвездие).
- Голос города. Двести десять шагов. — М.: Советский писатель, 1982. — (Б-ка произведений, удостоенных Гос. премии СССР).
- Двести десять шагов / Ил. С. Бродского. — Петрозаводск: Карелия, 1982.
- Двести десять шагов. — Рига: Лиесма[латыш.], 1982. (с параллельным переводом на латышский язык)
- Семь поэм / Худож. Л. Левина. — М.: Молодая гвардия, 1982. — 192 с.; портр.; ил. — 50 000 экз.
- Мои года: Стихи. — М.: Правда, 1982. — 32 с. — (Б-ка «Огонек», № 23, ISSN 0132-2095)
- Это время. — М.: Советский писатель, 1983. — 128 с. — 100 000 экз.
- Ежедневное чудо — не чудо = Everуdaу miracles: избранные стихотворения, 1956—1980 / [худож. Г. А. Семёнова]. — М.: Радуга, 1983. — 192 с.
- Стихи. Баллады. Песни. — М.: Советская Россия, 1984. — 208 с.
- Землю спасти: Стихи. — М.: Известия, 1984. — 48 с.
- За того парня: Стихи, поэмы — М.: Воениздат, 1986. — 304 с. — 50 000 экз.
- Друзьям: Стихи / [Худож. В. Виноградов; Фото А. Лаврентьева.] — М.: Сов. писатель, 1986. — 96 с. — 100 000 экз.
- Иронический романс. — М.: Правда, 1986. — (Библиотека «Крокодила»).
- Возраст. — М.: Художественная литература, 1988. — 432 с. — ISBN 5-280-00476-6.
- Стихотворения. — М.: Молодая гвардия, 1988. — 144 с. — ISBN 5-235-00653-4.
- Бессонница: Стихи. — М.: Правда, 1991. — 30 с. — 97 000 экз. (Б-ка «Огонёк», ISSN 0132-2095; № 8).
- Алёшкины мысли: Стихи: [Для дошк. возраста] / Худож. Н. Тихонова. — М.: Малыш, 1991. — 32 с. — ISBN 5-213-00530-6.
- Пересечение. — Краснодар: Сев. Кавказ, 1992. — 112 с. — ISBN 5-207-00279-1.
- Последние стихи Роберта Рождественского. — М.: Р. Р., Б. г., 1994. — 136,[5] с. —ISBN 5-88760-001-2.

### Собрание сочинений
- Избранные произведения в 2 томах / предисл. Е. Сидорова. — М.: Художественная литература, 1979. — 75 000 экз.
- Собрание сочинений в 3 томах / предисл. А. Бочарова. — М.: Художественная литература, 1985. — 75 000 экз.

### Книги, вышедшие после смерти
- Роберт Рождественский. — М.: Слово, 1995. — 104 c. — 1 000 экз. — («Самые мои стихи»). — ISBN 5-85050-072-3.
- Стихотворения. Поэмы. Эссе. — М.: АСТ, 2000. — 700 с. — (Отражение. 20 век). — ISBN 5-237-03982-0.
- Мгновения, мгновения, мгновения… — М.: Эксмо, 2004. — 352 с. — (Золотая серия поэзии). — ISBN 5-699-05779-X.
- Удостоверение личности / [сост.: К. Рождественская, А. Киреева]. — М.: Эксмо, 2007. — 718 с. — (Стихи и судьбы). — ISBN 978-5-699-22378-7.
- Стихотворения. — М.: Эксмо, 2007. — 478 с. — (Всемирная библиотека поэзии). — ISBN 978-5-699-14825-7.
- Стихи о любви / Роберт Рождественский. — М.: Эксмо, 2008. — 286 с. — (Стихи о любви). — ISBN 978-5-699-28004-9.
- Бессонница: стихи. — М.: Огонёк: Терра-Кн. клуб, 2008. — 32 с. — (Библиотека «Огонек»).
- Стихотворения. — М.: Эксмо, 2010. — 478 с. — (Всемирная библиотека поэзии). — ISBN 978-5-699-14825-7.
- Твоя и моя земля: стихи. — Барнаул: Спектр, 2011. — 46 с. — ISBN 978-5-904061-20-3.
- Мы совпали с тобой. — М.: Астрель, 2011. — 254 с. — (Стихи о любви). — ISBN 978-5-271-37269-8.
- Мгновения, мгновения, мгновения… — М.: Астрель, 2012. — 347, [5] с. — (Стихи и песни. Премия народного признания). — ISBN 978-5-271-37270-4.
- Рождественский Р. И. И будет вечной связь… — Шербакуль: ООО «Омскбланкиздат», 2013. — 240 с. — ISBN 978-5-8042-0279-9.
- Мгновения, мгновения, мгновения… — М.: Эксмо, 2013. — 253, [1] с. — (Народная поэзия). — ISBN 978-5-699-63094-3.
- Вся жизнь впереди… — М.: Эксмо, 2014. — 510 с.: портр.; — (Русская классика). — ISBN 978-5-699-69826-4.
- Эхо любви: стихотворения, поэмы. — М.: Эксмо, 2014. — 606 с. — (Библиотека Всемирной Литературы). — ISBN 978-5-699-66459-7.
- Позвони мне, позвони. — М.: АСТ, 2014. — 256 с. — (Стихи о любви). — ISBN 978-5-17-085862-0.
- Рождественский Р. И. Я однажды вернулся сюда…: избранные стихотворения 1955—1994 / под общ.ред. Д. А. Желонкиной. — Шербакуль.: ООО «Омскбланкиздат», 2014. — 32 с. — (на русском языке с параллельными немецкими текстами, перевод Светланы Качеровской). — (Шербакульская библиотечка поэта и земляка Роберта Рождественского). — ISBN 978-5-8042-0357-4.
- Рождественский Р. И. …Жизнь состоит из разных интонаций…: Поэмы 1954—1981 / под общ.ред. Д. А. Желонкиной. — Шербакуль: ООО «Омскбланкиздат», 2015. — 230 с. — (Шербакульская библиотечка поэта и земляка Роберта Рождественского). — ISBN 978-5-8042-0418-2.
- Лучшие стихи. — М.: АСТ, cop. 2016. — 342 с. — (Эксклюзивная новая классика). — 4000 экз. — ISBN 978-5-17-094951-9.
- Не надо печалиться, вся жизнь впереди! — М.: АСТ, 2016. — 382 с. — (Библиотека лучшей поэзии). — 2000 экз. — ISBN 978-5-17-100346-3.
- Стихотворения / [сост.: А. Киреева, К. Рождественская]. — М.: Эксмо, 2016. — 350 с. — 6000 экз.—  ISBN 978-5-699-05779-5. — (ЗСП).
- Рождественский Р. И. …Мне хорошо! Я — живу…: стихотворения, сказка — мультипликационный фильм / под общ ред. Д. А. Желонкиной. —Шербакуль: ООО «Омскбланкиздат», Типография «Золотой тираж»), 2016. — 64 с. — Крупношрифтовый сборник для детей. — (Шербакульская библиотечка поэта и земляка Роберта Рождественского). — ISBN 978-5-8042-0478-6.
- Рождественский Р. И. Эхо. — М.: ТТА, 2017. — 48 с. — (Издана дочерьми поэта малым тиражом). — ISBN не указан.
- Эхо любви: стихотворения, поэмы. — М.: Эксмо, 2017. — 606 с. — (Библиотека Всемирной Литературы). — (Библиотека классической литературы). — 2000 экз. — ISBN 978-5-699-99738-1.
- Стихотворения. — М.: Эксмо, 2017. — (Библиотека классической литературы) (Серия «Поэзия — подарочные издания»). — 3000 экз. — ISBN 978-5-699-99740-4.
- Стихи для детей: [книга «Алёшкины мысли»]: к 85-летию автора: [для дошкольного возраста] / рисунки Н. Салиенко. — М.: АСТ, Малыш, cop. 2017. — 30 с. — 2000 экз. — ISBN 978-5-17-101601-2.
- «Свет вечного огня»: памятники воинам Гражданской войны, воинам ВОВ 1941—1945 гг., воинам Афганской войны 1979—1989 гг., первой Чеченской кампании 1994—1996 гг., жертвам политических репрессий с мемориальными поэтическими строками Роберта Ивановича Рождественского / под общ. ред. Д. А. Желонкиной. — Шербакуль.: ООО «Омскбланкиздат» (Типография «Золотой тираж»), 2017. — 126 с. — (Шербакульская библиотечка поэта и земляка Роберта Рождественского). (Издана при поддержке дочерей поэта Ксении и Екатерины Рождественских).

## Фильмография

### Автор песни
- 1958 — «Золотые колосья»

### Сценарий в фильмах и мультфильмах
- 1981 — «Баллада о песне»
- 1982 — «Огромное небо»
- 1983 — «Свет хлеба»
- 1984 — «Капля»

## Дополнительная информация
- Поёт Муслим Магомаев — камео (эпизод) (1971)
- Роберт Рождественский является одним из героев документального фильма Владислава Виноградова «Мои современники» (1984)
- Муслим Магомаев. Прощание.(программа на канале ТВЦ) — эпизод о Р. И. Рождественском (прощание), в начале блока о поэте использована фотография Е. А. Желонкина (открытие мемориального знака в р.п. Шербакуль) (2019 год).

## Награды
- Орден Ленина (16 ноября 1984 года) — за заслуги в развитии советской литературы и в связи с 50-летием образования Союза писателей СССР[25];
- Орден Октябрьской Революции (18.06.1982)[26];
- Орден Трудового Красного Знамени;
- Два Ордена «Знак Почёта» (28.10.1967[27]; 23.03.1976);
- Медали.

## Премии
- Первый обладатель «Золотого венца» Стружских вечеров поэзии (1966);
- Премии Московского комсомола (1970);
- Премия Ленинского комсомола (1972);
- Государственная премия СССР (1979);
- Премия «Золотой телёнок» «Литературной Газеты» («Клуба 12 стульев») (1984).

## Адреса
село Новоцарицыно Шербакульского района Омской области:
1932—1934, жил с семьёй. Здесь на старом кладбище похоронен дед поэта П. Д. Фёдоров
город Омск:
начало 1934 — июнь 1944 — ул. Карла Либкнехта, 34 (двухэтажный деревянный дом, снесён в 2006 году, несмотря на просьбы литературоведов).
город Таганрог:
1946—1947, июнь—август 1948; пер. Кавалерийский, 8 (у родственников); в этот период отправил свои стихи на оценку Е. Долматовскому и получил на них положительный отзыв
город Петрозаводск:
- 1950—1957 — Проспект Ленина, 7 (на доме установлена памятная табличка). Квартиру в этом доме в 1948 году получили родители Р. Рождественского.

Алтайский край:
- В 2012 году в с. Косиха открыт филиал КГБУ «Краевой дворец молодежи» — Центр патриотического воспитания молодежи им. Р. И. Рождественского (в здании Центра располагается Мемориальный музей Р. И. Рождественского в статусе филиала КГБУ «Государственный музей истории литературы, искусства и культуры Алтая» (КГБУ ГМИЛИКА), г. Барнаул).

## Память

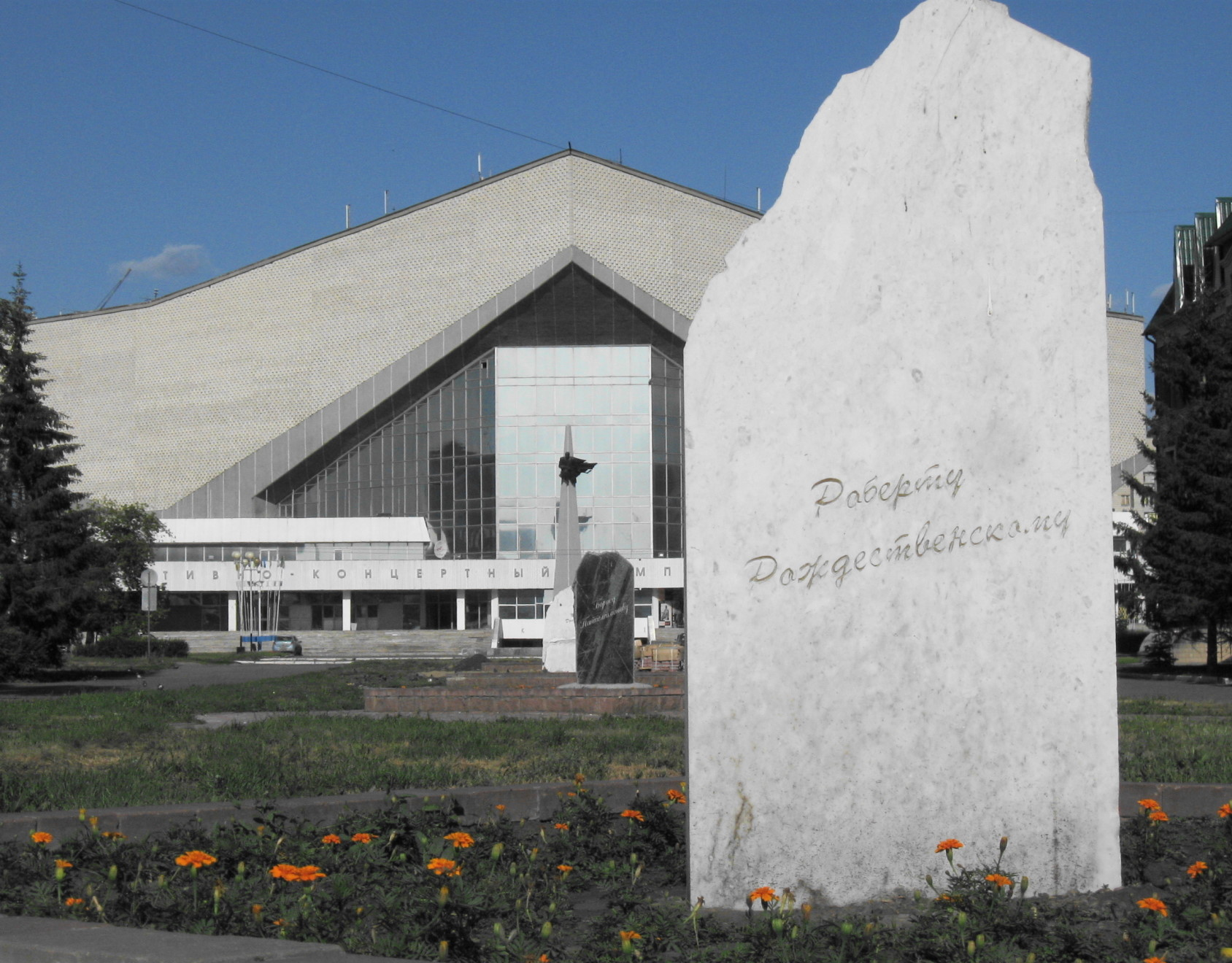
Мемориальный камень Роберту Рождественскому в Омске. Фото 2010 года

- 20 июня 2002 года, в день рождения поэта, на здании, где раньше располагалась 19-я школа, открыта мемориальная доска[28].
- В 2007 году Косихинской районной библиотеке было присвоено имя Р. И. Рождественского, на фасаде была открыта мемориальная доска. В 2009 году после капитального ремонта библиотека получила статус модельной мемориальной библиотеки (была создана мемориальная зона)[30].
- С 2007 года в с. Косиха проводятся Рождественские чтения[31].
- Одна из муниципальных библиотек Омска носит имя поэта.
- На бульваре Мартынова в Омске в 2007 году установлен памятный знак-камень поэту[32][33].
- В 2009 году по инициативе Д. А. Желонкиной Шербакульской межпоселенческой центральной библиотеке (Омская область) было присвоено имя поэта (с родителями и дедом поэт жил в райцентре Шербакуль в 1932—1934 гг.)[34]. 3 ноября 2010 года на здании библиотеки был открыт мемориальный знак в память о поэте и земляке[35]. С 2011 по 2016 год по инициативе и под руководством Д. А. Желонкиной проводились литературные чтения «Роберт Рождественский: горизонты творчества». В 2018 году библиотека ликвидирована. Семьёй Д. А. Желонкиной сохранён сайт на котором работает единственный в мире виртуальный музей имени поэта[36].
- В 2012 году по инициативе Д. А. Желонкиной учреждена премия главы Шербакульского муниципального района «Библиотечная премия имени Роберта Рождественского» в трёх номинациях: «Лучший юный читатель», «Лучший взрослый читатель», «Мастер библиотечной профессии». В сентябре 2017 года по решению местных властей, депутатов районного совета отменена.
- 20 июня 2012 года, в честь 80-летия со дня рождения Роберта Рождественского на доме номер 9 на Тверской улице, где он прожил с 1972 по 1994 год, была установлена памятная доска[37]. Автор — народный художник РФ, скульптор Георгий Франгулян.
- 30 июня в селе Косиха открылся центр патриотического воспитания молодежи и мемориального музея имени Роберта Рождественского.
- 20 июня 2012 года в Алтайском крае утверждена поэтическая премия имени поэта Роберта Рождественского.
- 9 мая 2013 года по инициативе Д. А. Желонкиной у здания Шербакульской библиотеки высажена рябиновая аллея имени Роберта Рождественского.
- 20 июня 2013 года в Шербакуле состоялась презентация первого сборника стихотворений, поэм, песен Р. И. Рождественского «И будет вечной связь» на Омской земле, изданного по инициативе и по проекту Д. А. Желонкиной при финансировании администрации Шербакульского муниципального района.
- В марте 2018 года открыт частный литературно-мемориальный виртуальный музей памяти земляка Р. И. Рождественского (собственник Желонкина Д. А.)
- В Петрозаводске в честь поэта названа одна из улиц города, открыт памятный знак поэту (2015)[38] и совместный памятник поэтам Роберту Рождественскому и Владимиру Морозову (2018)[39].

## Записи на виниле
- Роберт Рождественский. 210 шагов. Поэма. Читает автор. С40-15765. 1981